# Sagittacris
Sagittacris is een geslacht van rechtvleugeligen uit de familie Pyrgomorphidae. De wetenschappelijke naam van dit geslacht is voor het eerst geldig gepubliceerd in 1963 door Dirsh.

## Soorten
Het geslacht Sagittacris  is monotypisch en omvat slechts de volgende soort:
- Sagittacris malagassa (Dirsh, 1963)